# 46. poljska artilerijska brigada (ZDA)
46. poljska artilerijska brigada je bila poljska artilerijska brigada Kopenske vojske Združenih držav Amerike.